# Miltons echtscheidingstraktaten
Miltons echtscheidingstraktaten verwijst naar vier verwante pamfletten: The Doctrine and Discipline of Divorce, The Judgment of Martin Bucer, Tetrachordon en Colasterion, geschreven door de Engelse auteur John Milton in de periode van 1643-45, die pleitten voor de legitimiteit van een echtscheiding op grond van echtelijke incompatibiliteit. Pleiten voor echtscheidingen, laat staan een 'schuldvrije' versie daarvan, was extreem controversieel in die tijd. Dit was aanleiding voor religieuze figuren, die zijn traktaten wilden verbieden, om Milton openlijk aan te vallen. Hoewel Miltons traktaten met niets dan vijandelijkheid werden ontvangen, en hij er later spijt van had ze überhaupt in het Engels uit te brengen, zijn ze belangrijk voor het analyseren van Adam en Eva's relatie in Paradise Lost.